# Тристанка жовта
Триста́нка жовта (Nesospiza questi) — вид горобцеподібних птахів родини саякових (Thraupidae). Ендемік архіпелагу Тристан-да-Кунья.

## Поширення і екологія
Жовті тристанки мешкають на острові Найтінгейл острові в архіпелазі Тристан-да-Кунья у південній частині Атлантичного океану, площею 3,2 км², а також на сусідніх острівцях Мідл-Айленд і Столтенґофф. Вони живуть як на скелястих узбережжях, так і на найвищій вершині острова, однак віддають перевагу лукам і купинам, а також заростям комишу в центрі острова. Живляться насінням, ягодами і деякими безхребетними. Сезон розмноження триває з листопада по січень. Гніздо чашоподібне, розміщується в траві.

## Збереження
МСОП класифікує цей вид як вразливий, через малу популяцію і обмежений ареал. За оцінками дослідників, популяція жовтих тристанок становить від 13 до 14 тисяч птахів. Їм загрожують інтродуковані хижаки, зокрема пацюки.